# Estupa Shanti
A Estupa Shanti ou Shanti Stupa é uma estupa budista com uma cúpula branca que se ergue num cume em Chanspa, nas imediações da cidade de Lé, capital do Ladaque, noroeste da Índia. Construída por iniciativa do bico (monge budista) japonês Gyomyo Nakamura no âmbito da missão internacional "Pagode da Paz", foi inaugurada em 1991 pelo 14.º Dalai Lama A estupa contém relíquias de Gautama Buda na sua base e é uma das atrações turísticas de Lé não só devido ao seu signficado religioso e beleza arquitetónica, mas também devido à sua localização, a 3 610 metros de altitude, de onde se desfruta de vistas panorâmicas da paisagem circundante e de Lé.

## História
A ideia original da estupa foi de Nichidatsu Fujii (1885–1985), o monge budista que fundou a ordem ou seita budista Nipponzan-Myōhōji-Daisanga, em 1914. A missão de Nichidatsu Fujii era construir Pagodes da Paz e templos budistas em todo o mundo tentar a ressurreição do budismo na Índia. A construção foi iniciada em abril de 1983, sob a supervisão de Gyomyo Nakamura e do 19.º Kushok Bakula Rinpoche, um lama do Ladaque, ex-estadista e ex-diplomata ao serviço da Índia. A objetivo da construção era promover a paz mundial e prosperidade e comemorar os 2 500 anos de Buda.
A então primeira-ministra indiana Indira Gandhi ofereceu fundos para a construção de uma estrada para a estupa em 1984, o Ministério da Defesa indiano ofereceu materiais de construção e o governo estadual de Jammu e Caxemira ofereceu madeira construção da estupa. A estupa foi construída principalmente por monges budistas japoneses e ladaques.
O monumento é uma estrutura com dois níveis. No nível inferior encontra-se um relevo central da Dharmachakra ("roda do darma") com um veado em cada um dos lados. Por cima duma plataforma há uma estátua de Buda dourada representando a roda do darma. No segundo nível há relevos rerpresentando o "nascimento" de Buda, a sua morte (mahanirvana) e Buda "derrotando os demónios" enquanto medita. Ambos os níveis têm séries de relevos mais pequenos de Buda a meditar.